# ليونارد غرين
ليونارد غرين (1 فبراير 1890 - 2 مارس 1963) (بالإنجليزية: Leonard Green)‏ هو لاعب كريكت بريطاني (وحمل سابقاً جنسية المملكة المتحدة لبريطانيا العظمى وأيرلندا).